# Bożena Kotkowska
Bożena Kotkowska (* 25. August 1964 in Bielsko-Biała) ist eine polnische Politikerin, Gewerkschaftsfunktionärin und seit 2007 Abgeordnete des Sejm in der VI. Wahlperiode. 
Sie beendete ihr Studium an der Fakultät für Pädagogik und Psychologie der Schlesischen Universität in Katowice. Danach arbeitete sie im Schulwesen und war zugleich im Związek Nauczycielstwa Polskiego (Polnische Lehrergewerkschaft) tätig. In den Jahren 2002 bis 2006 saß sie im Stadtrat von Bielsko-Biała. Ursprünglich war sie Mitglied des Sojusz Lewicy Demokratycznej (Bund der Demokratischen Linken – SLD) und trat 2004 der neugegründeten Partei Socjaldemokracja Polska (Sozialdemokratie Polens – SdPl) bei, deren Kreisverband im Powiat Bielski sie in jenem Jahr leitete. 2006 wurde sie Stellvertretende Vorsitzende der SdPl in der Woiwodschaft Schlesien.
Bei den Parlamentswahlen 2007 wurde sie für den Wahlkreis Bielsko-Biała mit 15.234 Stimmen über die Liste der Lewica i Demokraci (Linke und Demokraten – LiD) in den Sejm gewählt. Sie ist Mitglied der Sejm-Kommissionen für Erziehung, Wissenschaft und Jugend sowie öffentliche Finanzen.
Seit dem 22. April 2008 ist sie Mitglied der neu gegründeten Fraktion SdPl Nowa-Lewica.